# Campeonato Europeo de Lucha de 1993
El XLV Campeonato Europeo de Lucha se celebró en el año 1993 en dos sedes distintas. Las competiciones de lucha grecorromana y de lucha libre masculina en Estambul (Turquía) y las de lucha libre femenina en Ivánovo (Rusia). Fue organizado por la Federación Internacional de Luchas Asociadas (FILA) y las correspondientes federaciones nacionales de los países sedes respectivos.

## Resultados

### Lucha grecorromana masculina
| Evento | Oro                               | Plata                       | Bronce                         |
| ------ | --------------------------------- | --------------------------- | ------------------------------ |
| 48 kg  | Zafar Guliyev · Rusia             | Nik Zagranichny Israel      | Guela Papashvili Georgia       |
| 52 kg  | Natiq Eyvazov Azerbaiyán          | Andri Kalashnykov · Ucrania | Samvel Danielian · Rusia       |
| 57 kg  | Mikael Lindgren · Finlandia       | Ruslan Jakymov · Ucrania    | Marian Sandu · Rumania         |
| 62 kg  | Serguei Martynov · Rusia          | Jenő Bódi · Hungría         | Gueorgui Saskavets Bielorrusia |
| 68 kg  | Islam Duguchiyev · Rusia          | Oleg Tokarev Moldavia       | Kamandar Madzhidov Bielorrusia |
| 74 kg  | Beslan Chaguiyev · Rusia          | Əsəd Əliyev Azerbaiyán      | Stoyan Stoyanov Bulgaria       |
| 82 kg  | Thomas Zander · Alemania          | Hamza Yerlikaya Turquía     | Murat Kardanov · Rusia         |
| 90 kg  | Jörgen Olsson · Suecia            | Ali Molov Bulgaria          | Hakkı Başar Turquía            |
| 100 kg | Serguei Demiashkevich Bielorrusia | Ibraguim Shovjalov · Rusia  | Tenguiz Tedoradze Georgia      |
| 130 kg | Alexandr Karelin · Rusia          | Petro Kotok · Ucrania       | Serghei Mureico Moldavia       |

### Lucha libre masculina
| Evento | Oro                          | Plata                         | Bronce                      |
| ------ | ---------------------------- | ----------------------------- | --------------------------- |
| 48 kg  | Marian Nedkov Bulgaria       | İlyas Şükrüoğlu Turquía       | Viktor Yefteni · Ucrania    |
| 52 kg  | Ahmet Orel Turquía           | Sultan Davydov · Rusia        | Mijail Kushnir · Ucrania    |
| 57 kg  | Remzi Musaoğlu Turquía       | Siarhei Smal Bielorrusia      | Abdulaziz Azizov · Rusia    |
| 62 kg  | Magomed Azizov · Rusia       | İlham Abbasov Azerbaiyán      | Štefan Fernyák · Eslovaquia |
| 68 kg  | Zaza Zazirov · Ucrania       | Arayik Guevorguian Armenia    | Gocha Makoyev · Rusia       |
| 74 kg  | André Backhaus · Alemania    | János Nagy · Hungría          | Victor Peicov Moldavia      |
| 82 kg  | Rustem Kelejsayev · Rusia    | Sebahattin Öztürk Turquía     | Alexandr Savko Bielorrusia  |
| 90 kg  | Dzhambolat Tedeyev · Ucrania | Eldar Kurtanidze Georgia      | Kenan Şimşek Turquía        |
| 100 kg | Arawat Sabejew · Alemania    | Alexei Nechipurenko · Ucrania | Ali Kayalı Turquía          |
| 130 kg | Mahmut Demir Turquía         | Merab Valiyev · Ucrania       | Guennadi Zhiltsov · Rusia   |

### Lucha libre femenina
| Evento | Oro                          | Plata                         | Bronce                        |
| ------ | ---------------------------- | ----------------------------- | ----------------------------- |
| 44 kg  | Tatiana Karamchakova · Rusia | Liubov Shupina · Rusia        | Oxana Nazarko · Ucrania       |
| 47 kg  | Tetei Alibekova · Rusia      | Svetlana Odai · Ucrania       | Ulrike Boehme · Países Bajos  |
| 50 kg  | Liliya Islamova · Rusia      | Anguela Belous · Ucrania      | Anna Gomis Francia            |
| 53 kg  | Yelena Yegoshina · Rusia     | Tatiana Antonova · Ucrania    | Agnès Canna-Ferina Francia    |
| 57 kg  | Natalia Vinogradova · Rusia  | Oxana Lapshina · Ucrania      | —                             |
| 61 kg  | Zeinab Kazavatova · Rusia    | Evdokia Grigoria · Grecia     | Isabelle Dourthe Francia      |
| 65 kg  | Elmira Kurbanova · Rusia     | Sylvie Thomé Francia          | Nathalie Zengaffinnen · Suiza |
| 70 kg  | Natalia Lazarenko · Rusia    | Evanguelía Nikolau · Grecia   | Svetlana Yashkina · Ucrania   |
| 75 kg  | Yevgueniya Osipenko · Rusia  | Tetiana Komarnytska · Ucrania | Vanessa Civit Francia         |

## Medallero
| Núm. | País         | Oro | Plata | Bronce | Total |
| ---- | ------------ | --- | ----- | ------ | ----- |
| 1    | Rusia        | 16  | 3     | 5      | 24    |
| 2    | Turquía      | 3   | 3     | 3      | 9     |
| 3    | Alemania     | 3   | 0     | 0      | 3     |
| 4    | Ucrania      | 2   | 10    | 4      | 16    |
| 5    | Azerbaiyán   | 1   | 2     | 0      | 3     |
| 6    | Bielorrusia  | 1   | 1     | 3      | 5     |
| 7    | Bulgaria     | 1   | 1     | 1      | 3     |
| 8    | Finlandia    | 1   | 0     | 0      | 1     |
| 8    | Suecia       | 1   | 0     | 0      | 1     |
| 10   | Grecia       | 0   | 2     | 0      | 2     |
| 10   | Hungría      | 0   | 2     | 0      | 2     |
| 12   | Francia      | 0   | 1     | 4      | 5     |
| 13   | Georgia      | 0   | 1     | 2      | 3     |
| 13   | Moldavia     | 0   | 1     | 2      | 3     |
| 15   | Armenia      | 0   | 1     | 0      | 1     |
| 15   | Israel       | 0   | 1     | 0      | 1     |
| 17   | Eslovaquia   | 0   | 0     | 1      | 1     |
| 17   | Países Bajos | 0   | 0     | 1      | 1     |
| 17   | Rumania      | 0   | 0     | 1      | 1     |
| 17   | Suiza        | 0   | 0     | 1      | 1     |
|      | TOTAL        | 29  | 29    | 28     | 86    |